# Chrysocraspeda rosina
Chrysocraspeda rosina är en fjärilsart som beskrevs av W. Warren 1898. Chrysocraspeda rosina ingår i släktet Chrysocraspeda och familjen mätare. Inga underarter finns listade i Catalogue of Life.